# 대전도안중학교
대전도안중학교(大田道安中學校)는 대한민국 대전광역시 서구 도안동에 있는 공립 중학교이다.

## 학교 연혁
- 2009년 11월 3일 : 학교 설립인가 (25학급)
- 2012년 3월 1일 : 초대 이진규 교장 취임
- 2012년 3월 2일 : 입학식(3학급) 전입 환영식(2학급)
- 2013년 2월 7일 : 제1회 졸업식
- 2023년 3월 1일 : 제6대 한혁 교장 취임
- 2024년 1월 5일 : 제12회 졸업식
- 2024년 3월 4일 : 입학식(10학급)

## 참고 자료
- 대전도안중학교 - 한국교육학술정보원 학교알리미